# Долихандра
Долихандра (лат. Dolichandra; от др.-греч. δόλιχος, dolichos — длинный и άνδρος, andros — мужчина, тычинка) — род растений семейства Бигнониевые (Bignoniaceae), распространённый в лесах Америки от юго-востока США, Мексики и Антильских островов до Аргентины.

## Ботаническое описание
Лианы. Стебли цилиндрические или четырёхугольные, выполненные. Листья двулисточковые или тройчатые, конечный листочек часто заменен трёхраздельным усиком с крючковидными верхушками; черешок цилиндрический, никогда не преобразуется в усик.
Цветки зигоморфные, пятимерные, располагаются по одному в пазухах листьев или собраны в пазушные соцветия. Чашечка чашевидная. Венчик жёлтый или красный, трубчатый или воронковидный; лопастей 5, черепитчатые. Тычинок 4, с хорошо развитыми нитями, пыльники голые. Завязь сидячая; рыльце ромбическое, голое. Коробочки линейные или эллиптические, прямые, кожистые или деревянистые, с 2-мя и частично продольно разделенными или 4-мя створками, голые и гладкие, с остающейся чашечкой. Семена крылатые, голые и гладкие; крылья линейные.

## Виды
Род включает 9 видов:
- Dolichandra chodatii (Hassl.) L.G.Lohmann
- Dolichandra cynanchoides Cham. typus[1]
- Dolichandra dentata (K.Schum.) L.G.Lohmann
- Dolichandra hispida (DC.) L.H.Fonseca & L.G.Lohmann
- Dolichandra quadrivalvis (Jacq.) L.G.Lohmann
- Dolichandra steyermarkii (Sandwith) L.G.Lohmann
- Dolichandra uncata (Andrews) L.G.Lohmann
- Dolichandra unguiculata (Vell.) L.G.Lohmann
- Dolichandra unguis-cati (L.) L.G.Lohmann — Долихандра когтеносная, или Долихандра кошачий коготь